# Lutherische Kirche – Kanada
Die Lutherische Kirche – Kanada (englisch Lutheran Church – Canada LCC, französisch Église luthérienne du Canada) ist eine evangelisch-lutherische Kirche in Kanada mit 47.607 (2022) Gemeindegliedern. Sie vertritt eine konservativere Theologie als die Evangelisch-Lutherische Kirche in Kanada, zu der 114.432 (2015) Gemeindeglieder zählen.

## Geschichte
Die Lutherische Kirche – Kanada war bis 1988 eine Teilkirche der Lutherischen Kirche – Missouri-Synode. Auch sie ist, wie die Missouri-Synode, auf Grund der Auswanderung im 19. Jahrhundert entstanden. 1988 erklärten die kanadischen Gemeinden der Missouri-Synode ihre Unabhängigkeit und bildeten die Lutherische Kirche – Kanada. Die Lutherische Kirche – Missouri-Synode und die Lutherische Kirche – Kanada stehen in voller Kirchen- und Abendmahlsgemeinschaft. In allen kirchlichen Bereichen arbeiten beide lutherischen Kirchen eng miteinander zusammen.

## Organisation
Die Lutherische Kirche – Kanada ist synodal verfasst und wird von einem Präses geleitet, dessen Sitz sich in Winnipeg befindet. Die Kirche gliedert sich in drei Diözesen, die von einem Diözesanpräses geleitet werden. 
1. Alberta-British Columbia Diözeses in Edmonton, Alberta;
2. Zentral Diözese in Regina, Saskatchewan;
3. Ost Diözese District in Kitchener, Ontario.

## Bekenntnisstand
Die Lutherische Kirche – Kanada bekennt sich zur Heiligen Schrift Alten- und Neuen Testaments als verbindliche Lehrgrundlage und uneingeschränkt zu den Bekenntnisschriften der evangelisch-lutherischen Kirche (BSLK), weil diese mit der Bibel übereinstimmen.

## Sprachen
Diese Kirche ist bilingual. Offiziell wird in den Kirchengemeinden sowohl englisch wie französisch gesprochen. In einigen wenigen Gemeinden werden auch noch deutsche Gottesdienste angeboten.

## Kirchliche Außenbeziehungen
Die Lutherische Kirche Kanada gehört zum Internationalen Lutherischen Rat und steht mit den dortigen Mitgliedskirchen in Kirchen- und Abendmahlsgemeinschaft so z. B. mit der Lutherischen Kirche Missouri-Synode oder der Selbständigen Evangelisch-Lutherischen Kirche in Deutschland.

## Einrichtungen der Kirche
- Concordia University of Edmonton, vormals Concordia University College of Alberta in Edmonton,
- Concordia Lutheran Theological Seminary in St. Catharines, Ontario
- Concordia Lutheran Seminary in Edmonton, Alberta